# الظهرة (الحيمة الخارجية)

تعديل مصدري - تعديل

الظهرة هي إحدى قرى عزلة العجز بمديرية الحيمة الخارجية التابعة لمحافظة صنعاء، بلغ تعداد سكانها 152 نسمة حسب تعداد اليمن لعام 2004.